# Jatiya Sangsad
Assemblée actuellement dissoute
Assemblée constituante
Jatiya Sangsad Bhaban
Le Jatiya Sangsad (en bengali : জাতীয় সংসদ romanisé : Jatiyô Sôngsôd lit. « Parlement national ») — appelé simplement le Sangsad ou JS et également connu sous le nom de Chambre de la Nation — est l'institution monocamérale exerçant le pouvoir législatif au Bangladesh. Il est composé de 350 sièges, dont 50 réservés aux femmes, élus pour cinq ans.
Il siège dans la capitale Dacca, au Jatiya Sangsad Bhaban, (en bengali : জাতীয় সংসদ ভবন romanisé : Jatiyô Sôngsôd Bhôbôn), conçu par l'architecte américain Louis Kahn.

## Histoire

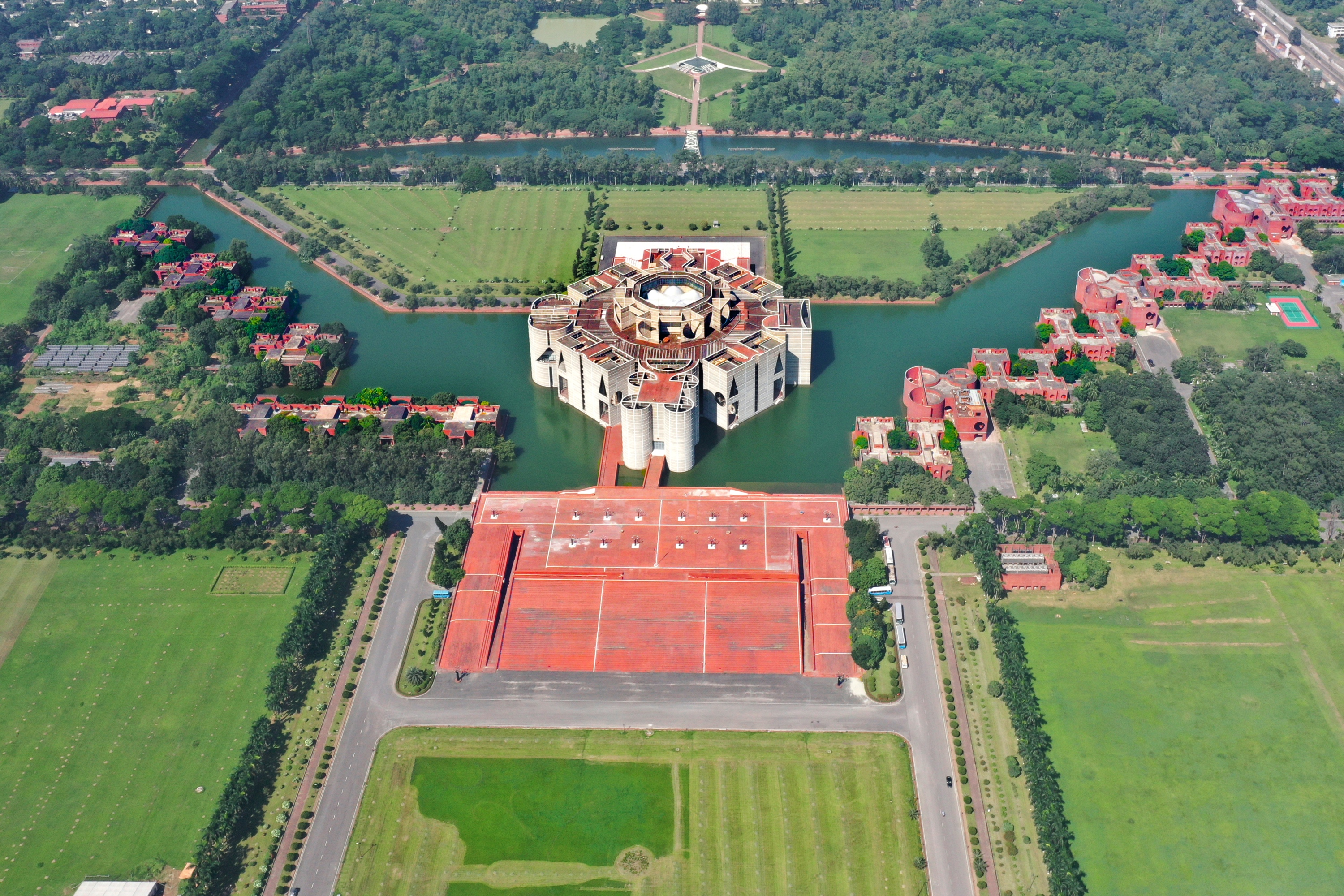
Le Jatiya Sangsad Bhaban à Dacca.

L'Assemblée constituante du Bangladesh est formée le 10 avril 1972 après la guerre de libération du Bangladesh afin de préparer une Constitution démocratique et servir de parlement à la nouvelle nation indépendante. L'assemblée approuve le 4 novembre 1972 la Constitution, qui entre en vigueur le 16 décembre. L'Assemblée constituante devient le Parlement provisoire du Bangladesh jusqu'à ce que les premières élections législatives en vertu de la nouvelle Constitution aient lieu en 1973.
Jusqu'au 10 juillet 1981, l'Assemblée constituante ainsi que la première et deuxième législature du Jatiya Sangsad tiennent leurs séances dans le bâtiment qui abrite aujourd'hui le bureau du Premier ministre et qui est souvent appelé l'ancien Sangsad Bhaban (ancien Parlement). La cérémonie d'ouverture de l'actuel siège du Parlement a lieu le 15 février 1982. La dernière session de la deuxième législature s'est tenue dans le nouvel édifice à la même date.
Le Parlement a connu douze législatures depuis 1973. Il est suspendu de 1975 à 1979, de 1982 à 1986 et de 2006 à 2009. La douzième législature, issue des élections de janvier 2024, est dissoute le 6 août de la même année par le président Mohammad Shahabuddin.

## Système électoral
Le Jatiya Sangsad est composé de 350 sièges pourvus pour cinq ans dont 300 au scrutin direct uninominal majoritaire à un tour dans autant de circonscriptions. Est ainsi élu le candidat ayant réuni le plus de suffrages dans sa circonscription. Les 50 sièges restants, réservés aux femmes, sont répartis entre les différents partis proportionnellement à leurs part des voix, et les candidates validées par un vote du Parlement.

Carte des circonscriptions du Bangladesh en 2018.

Les candidats doivent obligatoirement être âgés d'au moins vingt cinq ans, ne posséder que la nationalité bangladaise, et ne pas avoir été libéré d'une condamnation à plus de deux ans de prison dans les cinq années précédant le scrutin. Il n'est pas imposé de limite du nombre de mandat, et l'appartenance à un parti politique n'est pas obligatoire, mais un candidat indépendant doit préalablement réunir les signatures de soutien d'au moins un pour cent des électeurs de sa circonscription, sauf s'il s'agit d'un candidat ayant déjà été député,,. Un candidat peut se présenter dans plusieurs circonscriptions à la fois, une pratique courante pour les dirigeants des principales formations politiques. En cas de victoire multiple, il ne peut cependant en conserver qu'un seul, les autres étant remis en jeu lors d'élections partielles.
Une fois élu, les députés ont interdiction d'être absents sans justification plus de 90 jours consécutifs, sous peine de se voir retirer leur mandat. Il en va de même pour la dissidence vis-à-vis de leur parti, très strictement restreinte par la Constitution de 1972. Cette dernière interdit ainsi aux députés de quitter le parti sous l'étiquette duquel ils ont été élu, mais également de voter à l'encontre des directives de leur parti, ou même de s’abstenir ou d'être volontairement absent. Un député qui enfreint l'une de ces règles perd automatiquement son siège, ce qui conduit à la tenue d'une élection partielle dans sa circonscription, à laquelle il peut néanmoins se représenter sous une autre étiquette.